# Антонський-Прокопович Вукол Антонович
Антонський-Прокопович Вукол Антонович (чернече ім'я Віктор; *1748, Перевода — †28 квітня 1825) — викладач, професор, архімандрит.

## Біографія
Народився в сім'ї сільського священика.
1764—1777 навчався у КМА. Закінчивши повний академічний курс, залишився викладачем нижчого класу граматики КМА.
У липні 1778 прийняв чернечий постриг. Продовжив викладання у середньому, потім у вищому класі граматики.
З вересня 1785 — професор поетики, з 1787 — професор риторики. 1786 — бібліотекар КМА.
Антонського-Прокоповича поважали й любили колеги й студенти. Один з його вихованців І. Тимківський згадував: «Він був добре помітний і шанований, вчення сильного, дотепний і солодкоречивий, міцного здоров'я і благовидний…» Дбав про різнобічну освіту студентів. Створив у КМА студентське товариство «для читання добрих книг та газет» (1785). «Збиралися рано,— писав І. Тимківський у „Спогадах“,— у братській обителі, пили чай і по черзі читали найкращі статті періодичних видань, переклади Фенелона, Калімаха й інше.., а з першим дзвоном до пізньої обідні він вів нас з великими ключами в академічну бібліотеку… Там залишалися ми до кінця обідні». Від своїх братів М. Антоновського та А. Антонського-Прокоповича одержував з Москви газети для студентів — «Московские ведомости» та «Новости». Під час відвідування КМА імператрицею Катериною II (1787) виголосив промову на її честь. 1790 залишив КМА у зв'язку з висвяченням в архімандрити Йосифо-Успенського монастиря Московської єпархії.
14 серпня 1799 переміщений архімандритом Лубенського Мгарського Спасо-Преображенського монастиря, 1800 — Московського Богоявленського, у червні 1801 — Московського Донського Богородицького монастиря.
11 грудня 1809 відпросився на спочинок до одного з монастирів України.